# Middleburg (Florida)
Middleburg és una concentració de població designada pel cens dels Estats Units a l'estat de Florida. Segons el cens del 2000 tenia 10.338 habitants.

## Demografia
Segons el cens del 2000, Middleburg tenia 10.338 habitants, 3.485 habitatges, i 2.843 famílies. La densitat de població era de 218,4 habitants/km².
Dels 3.485 habitatges en un 44,1% hi vivien nens de menys de 18 anys, en un 66,2% hi vivien parelles casades, en un 10,3% dones solteres, i en un 18,4% no eren unitats familiars. En el 13,6% dels habitatges hi vivien persones soles el 3,7% de les quals corresponia a persones de 65 anys o més que vivien soles. El nombre mitjà de persones vivint en cada habitatge era de 2,97 i el nombre mitjà de persones que vivien en cada família era de 3,23.
Per edats la població es repartia de la següent manera: un 30,9% tenia menys de 18 anys, un 8,2% entre 18 i 24, un 31,9% entre 25 i 44, un 22,5% de 45 a 60 i un 6,6% 65 anys o més.
L'edat mediana era de 34 anys. Per cada 100 dones de 18 o més anys hi havia 97,7 homes.
La renda mediana per habitatge era de 45.722 $ i la renda mediana per família de 48.434 $. Els homes tenien una renda mediana de 32.348 $ mentre que les dones 23.498 $. La renda per capita de la població era de 17.531 $. Entorn del 7,1% de les famílies i el 9,2% de la població estaven per davall del llindar de pobresa.

## Poblacions més properes
El següent diagrama mostra les poblacions més properes.